# MNK Novo Vrijeme
Il Malonogometni klub Novo Vrijeme, meglio noto come Novo Vrijeme Makarska per localizzare geograficamente la squadra, è una squadra croata di calcio a 5 con sede a Macarsca.

## Storia
La società è stata fondata nel 1979 dagli studenti dell'istituto di economia di Macarsca per partecipare ad alcuni tornei locali. L'affiliazione alla HNS risale solamente al 2005.

## Palmarès
- Campionato croato: 1
2017-18
- Coppa di Croazia: 1
2021-22